# Platja de Sant Tomàs
La Platja de Sant Tomàs està situada a l'illa de Menorca i concretament al nord del municipi des Migjorn Gran.

## Descripció
L'entrada de mar és en forma d'u. És característica per tenir dimensions grosses, talús d'arena, exposició de vents del sud, sud-est i sud-oest, l'aigua cristal·lina i tranquil·la. La platja és visitada per molts de banyistes locals i turistes.
Per arribar per la carretera és senzill, seguint la senyalització varia. Es pot aparcar gratuïtament, i per l'estiu es pot arribar en autobús.